# Floro de Lyon

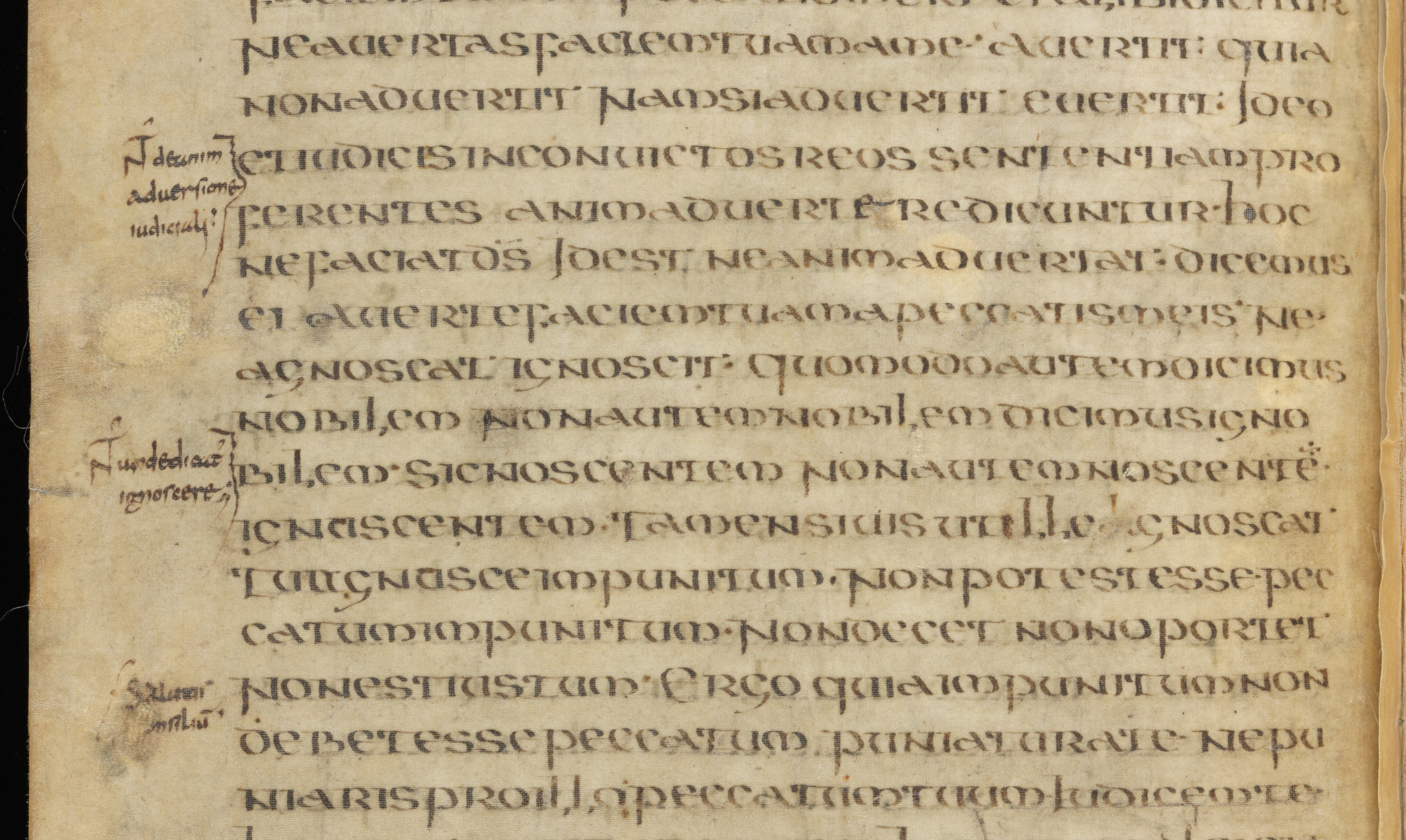
Manuscrito dos Sermões de Santo Agostinho com notas de Floro.
Na Bibliothèque de Genève, Genebra.

Floro de Lyon (em latim: Florus Lugdunensis) foi um diácono em Lyon e um escritor eclesiástico da primeira metade do século IX, provavelmente nascido pouco antes de 810. Não existem evidências de que ele tenha vivido além de janeiro de 859, por isso a data de sua morte é geralmente citada como 860 (50 anos).
Uma das mais brilhantes mentes de sua época, escreveu tratados sobre liturgia e teologia, se envolveu no exame crítico das traduções para o latim dos textos bíblicos e pseudo-agostinianos, que ele detectava com muita precisão, escreveu alguns poemas e escreveu impressionantes compilações de textos dos Padres da Igreja sobre alguns temas (como as epístolas paulinas). Floro conhecia o grego, o que era raro em seu tempo, e um pouco de hebraico, e utilizava seus conhecimentos como diretor do scriptorium de Lyons, que produziu muitos textos em sua época: devemos a Floro a transmissão de algumas obras antigas, especialmente a versão latina (a única completa) da "Contra Heresias" de Ireneu de Lyon e trechos da obra perdida "Contra Fabiano" de Fulgêncio de Ruspe.
Quase esquecido por mil anos, foi redescoberto graças em parte aos trabalhos de Dom Célestin Charlier, O.S.B., em meados do século XX. Estudos subsequentes resultaram nas primeiras edições críticas de suas obras.